# 张骘
张骘（?—?），五胡十六国时期北凉官员，担任左司马。
张骘开始是段业的属官。401年，张骘和武卫将军梁中庸等人，推举沮渠蒙逊担任大都督、大将军、凉州牧、张掖公，改年号为永安。沮渠蒙逊又任命堂兄沮渠伏奴为张掖太守、和平侯，任命弟弟沮渠挐为建忠将军、都谷侯，田昂为西郡太守，臧莫孩为辅国将军，房晷为左长史、梁中庸为右长史，张骘为左司马、谢正礼为右司马。他擢升、任用的都是贤明有才的人物，文武官员都非常舒心高兴。